# Solomon Markovič Hromčenko
Solomon Markovič Hromčenko (Zlatopol, Distretto di Kropyvnyc'kyj, ora Novomyrhorod, Ucraina, 4 dicembre 1907 – Mosca, 20 gennaio 2002) è stato un tenore russo, nell'allora Impero russo, di etnia russa ed ebrea.

## Biografia
Il suo dono vocale fu riconosciuto per la prima volta quando era un ragazzo nel coro di una sinagoga locale. Successivamente fu corista del coro "Yevokans" ("Ensemble Vocale Ebraico"). Ha studiato al Conservatorio di Kiev (1929-1931) sotto Mikhail Engel-Kron e al Conservatorio di Mosca (1932-1935), sotto Xenia Dorliak (la suocera di Svjatoslav Richter). Nel 1933 fu tra i vincitori del Primo Concorso Musicale AlI-Union nella categoria vocale nell'ex URSS (Ėmil' Gilel's vinse nella categoria pianoforte). Hromčenko è stato tra i principali tenori del Teatro Bol'šoj.
Nel 1935 completò i suoi studi post laurea presso il Conservatorio di Mosca (supervisore KN Dorliak).

## La guerra
Durante la seconda guerra mondiale Hromčenko tenne più di mille concerti per le truppe sovietiche. Fu incluso nel gruppo selezionato di artisti sovietici per partecipare al concerto del Cremlino della Celebrazione della Vittoria nel maggio 1945. Nel Bol'šoj eseguì oltre venti ruoli del repertorio del tenore lirico: Lensky (Eugenio Onegin), the Indian Guest (Sadko), Bayan (Ruslan e Ljudmila), Vladimir (Il principe Igor'), Sinodal (Demon), Duca di Mantova (Rigoletto), Conte d'Almaviva (Il barbiere di Siviglia), Faust (Faust) ecc.

## Insegnante
Ha insegnato all'Accademia russa di musica Gnesin dal 1961. Dal 1992 al 2000 è stato professore alla Rubin Academy of Music di Gerusalemme, Israele. Ha scritto un manuale sull'insegnamento vocale.

## Premi
- Terzo premio alla All-Union Competition of Music Performers (1933, Mosca)
- Ordine della Bandiera Rossa del Lavoro
- Artista Onorato della RSFSR (11 maggio 1947)
- Artista Onorato della RSFSR (28 maggio 1984)